# Kravany nad Dunajom
Kravany nad Dunajom est un village de Slovaquie situé dans la région de Nitra.

## Histoire
Première mention écrite du village en 1245.

## Démographie

### Évolution de la population
| Année:               | 1994. | 2004.   | 2014.   | 2024.   |
| -------------------- | ----- | ------- | ------- | ------- |
| Nombre de personnes: | 779   | 759     | 727     | 703     |
| Différence:          |       | -2,56 % | -4,21 % | -3,30 % |

| Année:               | 2023. | 2024.   |
| -------------------- | ----- | ------- |
| Nombre de personnes: | 718   | 703     |
| Différence:          |       | -2,08 % |